# Teatro del Mar Nero della seconda guerra mondiale
Il teatro del Mar Nero comprende l'insieme dei combattimenti navali e delle operazioni anfibie svoltesi nel bacino del Mar Nero durante la seconda guerra mondiale, dal giugno del 1941 al settembre del 1944. Il teatro vide affrontarsi, nell'ambito del più vasto fronte orientale della seconda guerra mondiale, le forze navali, aeree e terrestri delle potenze dell'Asse (e in particolare di Germania, Romania e Italia, supportate da piccoli contingenti provenienti da Bulgaria e Stato Indipendente di Croazia) da un lato, e quelle dell'Unione Sovietica dall'altro.
Le operazioni militari nel teatro cominciarono il 22 giugno 1941, con l'inizio dell'invasione tedesca dell'URSS: i sovietici dominavano la situazione navale nel bacino con la loro Flotta del Mar Nero, più numerosa e dotata di unità più pesanti della piccola marina militare rumena e delle poche unità leggere tedesche ed italiane inviate nel teatro; la situazione delle forze sovietiche si fece tuttavia critica per via della perdita delle principali basi navali della Flotta dopo la conquista tedesca dell'Ucraina. La prima fase dei combattimenti aero-navali fu incentrata sull'assedio della piazzaforte di Sebastopoli, con i sovietici che tentavano di rifornirla sotto i continui attacchi aerei e delle unità leggere dell'Asse, fino a che non fu espugnata nel luglio del 1942.
In seguito le operazioni si spostarono lungo la costa orientale del bacino, con sbarchi anfibi tedeschi prima e sovietici poi nella regione della penisola di Taman'; le unità navali sovietiche continuarono ad operare in condizioni sempre più precarie, fino a che le grandi offensive dell'Armata Rossa sul finire del 1943 non ricacciarono indietro i reparti della Wehrmacht. Le operazioni navali nel Mar Nero cessarono nel settembre del 1944, con l'uscita dal conflitto di Romania e Bulgaria.

## Le forze in campo e gli obiettivi strategici

### Le forze sovietiche

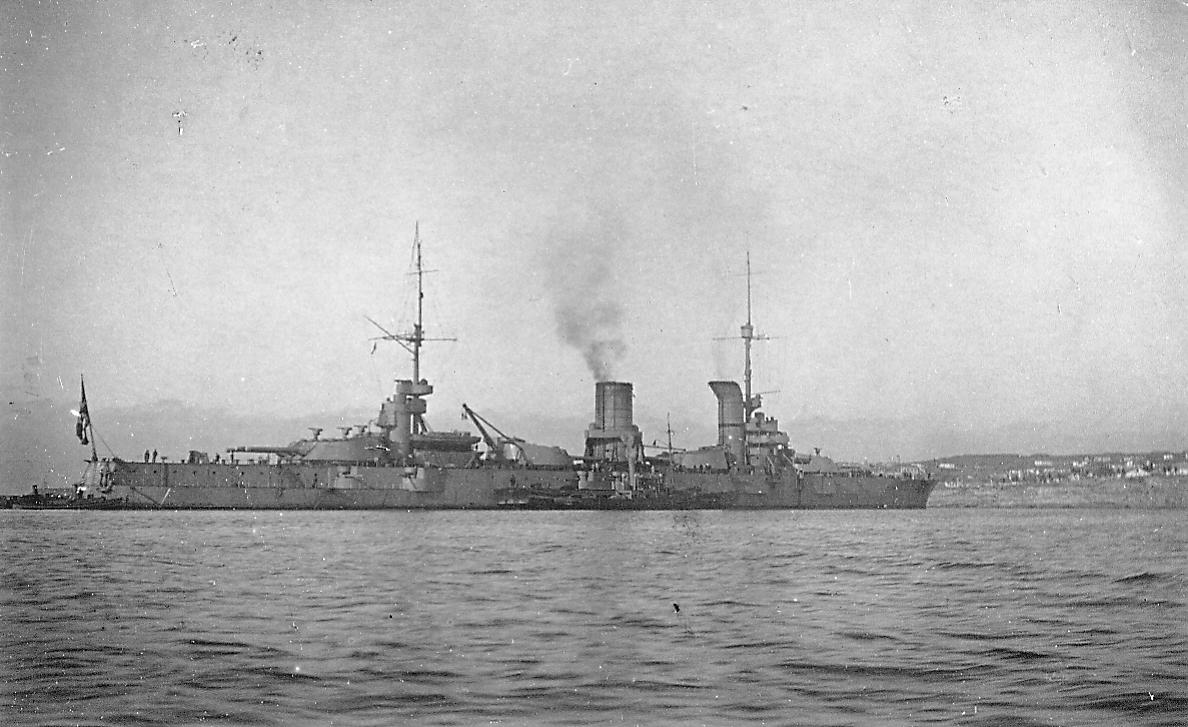
La corazzata Parižskaja Kommuna, nave ammiraglia della Flotta del Mar Nero sovietica.

La marina zarista aveva da sempre destinato cospicue risorse al teatro del Mar Nero, principale luogo di scontro con il nemico di sempre dell'Impero russo, l'Impero ottomano. Capace di dominare il bacino nel corso della prima guerra mondiale, durante gli eventi della guerra civile russa la Flotta del Mar Nero si schierò per la maggior parte con le forze dei bianchi contro il regime bolscevico; nel febbraio del 1921, alla conclusione delle ostilità, le unità ancora operative della Flotta lasciarono la loro base di Sebastopoli cariche di profughi in fuga davanti all'avanzata dell'Armata Rossa, per poi rifugiarsi a Biserta, nell'Algeria controllata dalla Francia, dove furono internate. Quando infine nel 1924 il governo francese riconobbe l'Unione Sovietica le unità internate a Biserta furono restituite ai sovietici, anche se, visto il loro pessimo stato, quasi tutte furono demolite sul posto; praticamente azzerata, la Flotta del Mar Nero venne ricostruita a partire dal 1930 sia con trasferimenti di unità da altre Flotte, sia con un vasto programma di nuove costruzioni navali.
Nel giugno del 1941, al momento dell'attacco tedesco, la Flotta del Mar Nero sovietica era di gran lunga la più forte forza navale del bacino. Unità principali della Flotta erano la nave da battaglia Parižskaja Kommuna (costruita a San Pietroburgo nel 1914, trasferita nel Mar Nero nel gennaio del 1930 e completamente rimodernata tra il 1933 ed il 1938), tre incrociatori leggeri delle vecchie classi Svetlata e Admiral Nachimov (Krasnyj Krym, Červona Ukraina e Krasnyj Kavkaz, varati tra il 1915 ed il 1916) e due della più moderna classe Kirov (Vorošilov e Molotov, varati tra il 1937 ed il 1939, e costruiti sulla base del progetto degli incrociatori italiani classe Raimondo Montecuccoli); a queste si aggiungevano tre cacciatorpediniere conduttore (Char'kov e Moskva della classe Leningrad e Taškent dell'omonima classe, tutti varati nel 1937), undici cacciatorpediniere moderni (sei della classe Gnevnyj, entrati in servizio tra il 1937 ed il 1939, e cinque della classe Soobrazitel'nyj, entrati in servizio tra il 1940 ed il 1941) e quattro obsoleti (tutti appartenenti a versioni derivate dalla classe Novik, ed entrati in servizio tra il 1914 ed il 1924), 43 sommergibili in varie classi, due cannoniere, 18 tra dragamine e posamine, e 84 motosiluranti.
La Flotta disponeva inoltre di una vasta componente aerea, la Aviacija Voenno-Morskogo Flota (Авиация Военно-Морского Флота), con una brigata di caccia (dotata dei moderni apparecchi Yakovlev Yak-1 e MiG-3, come pure dei più obsoleti Polikarpov I-16 ed I-153), un reggimento di bombardieri Ilyushin DB-3 ed uno di ricognitori Beriev MBR-2. Dopo l'invasione tedesca quasi 50 000 tra marinai e personale della flotta furono riorganizzati dall'Armata Rossa in brigate di "fanteria navale" (Morskaja Pechota): benché prive di specifico addestramento da truppe di terra, queste unità si dimostrarono buone formazioni soprattutto nelle operazioni difensive. La Flotta del Mar Nero fu comandata per tutta la durata della guerra dall'ammiraglio Filipp Sergéevič Oktâbr'skij, tranne che per il periodo tra l'aprile del 1943 e il marzo del 1944 quando fu retta dall'ammiraglio Lev Vladimirski.
La base principale della flotta era da tempo la città-fortezza di Sebastopoli, posta sulla punta sud-occidentale della penisola di Crimea; a Nikolaev, sulla costa sud-occidentale dell'Ucraina, si trovavano invece i principali cantieri navali sovietici affacciati sul Mar Nero, dove al momento dell'invasione tedesca erano in costruzione svariate unità anche di grosso tonnellaggio: tra queste, la nave da battaglia Sovetskaya Ukraina della nuova classe Sovetskij Sojuz (completata appena al 18%), due incrociatori della classe Čapaev (Kujb'šev e Frunze), altri quattro cacciatorpediniere conduttore classe Taškent (due dei quali, il Kiev e lo Yerevan, appena varati) e un cacciatorpediniere della moderna classe Ognevoj. Basi secondarie erano i porti di Novorossijsk, Tuapse e Poti lungo il lato orientale del bacino, ma in generale mancavano di strutture per riparazioni e lavori di grossa portata.

### Le forze dell'Asse

#### Romania e Bulgaria

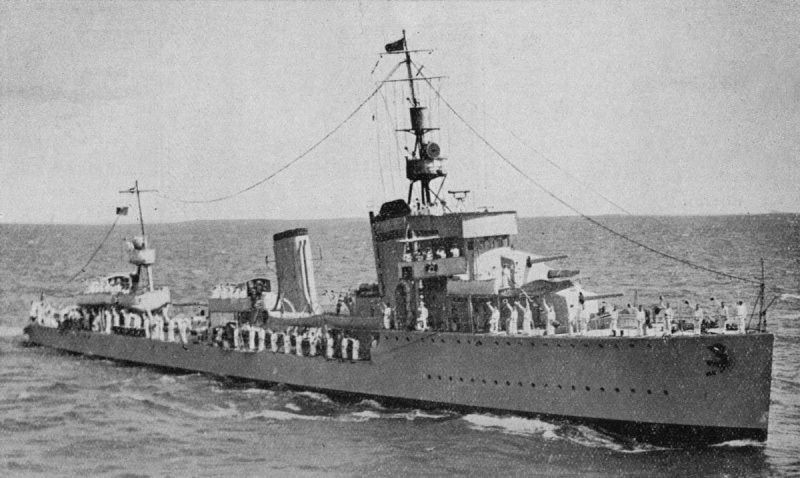
Il cacciatorpediniere romeno Regele Ferdinand

Il piano tedesco per l'invasione dell'Unione Sovietica dedicava poco spazio alle operazioni navali, e ancora meno a quelle da tenersi nel bacino del Mar Nero: la Luftwaffe fu incaricata di minare gli accessi al porto di Sebastopoli, ma in generale non era previsto l'impiego di unità navali nel bacino; la stessa conquista della penisola della Crimea o l'occupazione di Sebastopoli non erano esplicitamente contemplate nel piano dell'operazione Barbarossa, visto che si riteneva che una volta conseguita una piena vittoria militare in Ucraina simili aree periferiche sarebbero rapidamente cadute durante le operazioni di rastrellamento finale. Il comando navale installato dalla Kriegsmarine a Bucarest (Admiral Schwarzes Meer) nel febbraio del 1941, nell'ambito della missione militare d'addestramento tedesca in Romania, pur responsabile delle attività tedesche nel bacino aveva inizialmente solo funzioni amministrative e di collegamento.
La principale forza navale dell'Asse nel Mar Nero era rappresentata dalla marina militare romena (Forțele Navale Române, retta per tutta la durata della guerra dal contrammiraglio Horia Macellariu), la quale però aveva molto poco da opporre ai sovietici: nel giugno del 1941 i romeni potevano disporre di quattro cacciatorpediniere, due della classe Mărăşti (NMS Măraşeşti e NMS Mărăşti, vecchie unità della Regia Marina costruite nel 1914 e acquistate dalla Romania nel 1920) e due della moderna classe Regele Ferdinand (NMS Regele Ferdinand e NMS Regina Maria, costruite in Italia e in servizio dal 1930), un unico sommergibile (il NMS Delfinul, costruito in Italia e varato nel 1930), tre corvette (vecchie torpediniere) e tre cannoniere risalenti al primo conflitto mondiale, cinque posamine e tre motosiluranti (costruite nel 1939 su un progetto britannico della Vosper & Company); la marina controllava inoltre una flottiglia di unità fluviali dislocata sul Danubio, comprendente sette monitori e alcune unità leggere.
Nel corso del conflitto vi furono alcune aggiunte di unità, tra cui i sommergibili NMS Rechinul e NMS Marsuinul (entrambi di costruzione romena ed entrati in servizio nell'aprile del 1944), sei motosiluranti, tre cacciasommergibili ex tedeschi e altre unità d'appoggio; la marina mercantile statale (Serviciul Maritim Român) e altre compagnie private misero poi a disposizione le loro navi come unità ausiliarie e da trasporto. In definitiva la marina romena poteva fare poco altro che minare gli accessi all'importante porto di Costanza e proteggere le linee di comunicazione marittima lungo le coste del Mar Nero occidentale.
L'altra nazione dell'Asse affacciata sul Mar Nero, la Bulgaria, si trovava in una situazione peculiare: il governo bulgaro aveva siglato il patto tripartito il 1º marzo 1941 e partecipato all'occupazione italo-tedesca di Jugoslavia e Grecia, ma nel giugno del 1941 non dichiarò guerra all'Unione Sovietica e mantenne anche formali relazioni diplomatiche con Mosca; la Bulgaria mise a disposizione dei tedeschi la sua flotta mercantile nonché i porti di Varna e Burgas sul Mar Nero, ma la marina militare bulgara (Voennomorski sili na Bălgarija) era una forza insignificante, potendo allineare solo cinque vecchie torpediniere risalenti ai primi anni 1900 e qualche altra unità leggera.

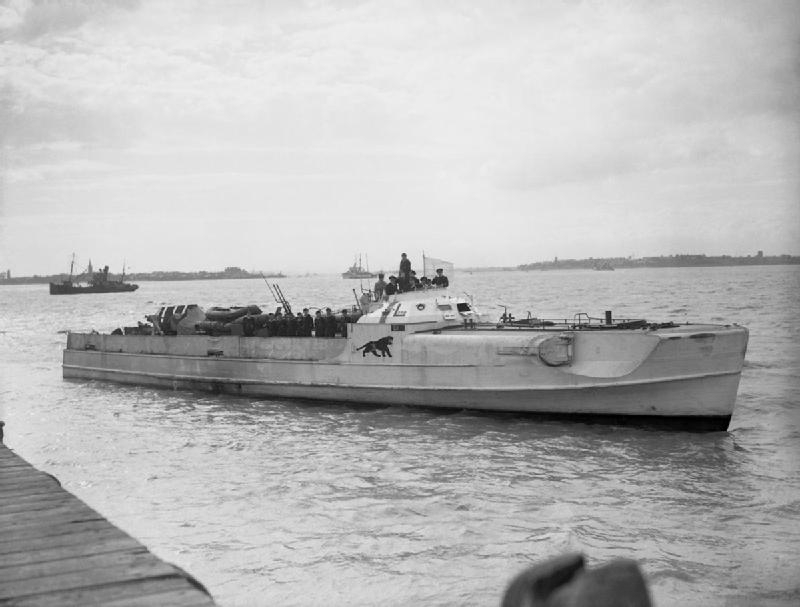
Una S-boot tedesca

#### Altre nazioni
L'interesse tedesco per il Mar Nero crebbe con il progredire delle operazioni sul fronte orientale: l'importanza strategica della Crimea venne rivalutata dopo che bombardieri sovietici decollati dai suoi aeroporti arrivarono a colpire la cittadina romena di Ploiești, i cui campi petroliferi rivestivano un'importanza capitale per l'economia bellica della Germania, mentre divenne evidente che il pieno dominio ottenuto dalla Flotta del Mar Nero sulle acque del bacino consentiva ai sovietici di spostare agevolmente truppe e rifornimenti da un settore all'altro, rinforzando le loro piazzeforti o evacuando e mettendo in salvo unità accerchiate.
Visto che la Luftwaffe non si dimostrò in grado di impedire l'attività navale sovietica, nel gennaio del 1942 venne dato ordine di approntare un distaccamento operativo della Kriegsmarine nel Mar Nero: una decina di motosiluranti (S-Boot) della 1. Schnellboots-Flottille furono trasferite dal Mare del Nord a Costanza muovendo prima per ferrovia e poi tramite la rete di canali fluviali del Danubio, a cui poi si aggiunsero alcuni dragamine costieri tipo R-Boot e varie motozattere, mezzi da sbarco e piccoli trasporti; tra l'ottobre del 1942 e il maggio del 1943 arrivarono sempre via terra e Danubio anche sei piccoli sommergibili costieri U-Boot Tipo II, organizzati nella 30. Unterseebootsflottille di base a Costanza. Le operazioni navali nel Mar Nero erano sotto la direzione generale del Marinegruppenkommando Süd, retto dagli ammiragli Karlgeorg Schuster (giugno-dicembre 1941 e marzo 1942-marzo 1943), Wilhelm Marschall (dicembre 1941-marzo 1942) e Kurt Fricke (marzo 1943-dicembre 1944).

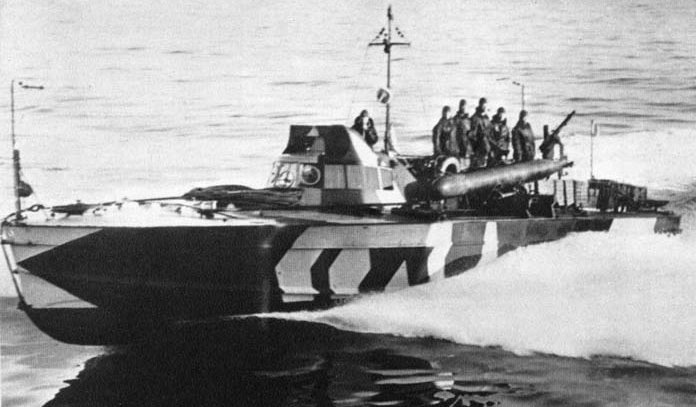
Un MAS italiano con pitturazione mimentica

Su esplicita richiesta del comandante della Kriegsmarine Erich Raeder, nel gennaio del 1942 la Germania chiese all'Italia di fornire un'unità navale di mezzi siluranti leggeri per operare nel Mar Nero: si trattò dell'unico caso durante la guerra in cui i tedeschi chiesero esplicitamente agli italiani di partecipare a una propria operazione militare. Le unità furono raggruppate nella 4ª Flottiglia MAS agli ordini del capitano di fregata Francesco Mimbelli, comprendente inizialmente quattro MAS, sei sommergibili tascabili classe CB, cinque MTS e cinque barchini esplosivi: trasportati via terra tramite rimorchi autocarrati da La Spezia a Vienna, i mezzi furono poi portati in Mar Nero via Danubio, raggiungendo Costanza nel maggio del 1942. Tra luglio e agosto 1942 si unirono alla formazione altri quattro MAS, seguiti da altri due in ottobre.
L'ultima nazione dell'Asse a contribuire alle operazioni in Mar Nero fu lo Stato indipendente di Croazia: privo di una vera e propria marina militare a causa del veto dell'Italia (desiderosa di mantenere la propria supremazia assoluta nel mar Adriatico), il governo di Zagabria decise di costituire una piccola legione navale di volontari per servire su mezzi tedeschi, al fine di farne un nucleo di personale addestrato con cui eventualmente costituire più in là una propria forza navale nazionale. Composta da 23 ufficiali, 220 sottufficiali e 100 marinai, la legione navale croata (Hrvatska Pomorska Legija) fu trasferita a Varna in Bulgaria ai primi di luglio del 1941 e dopo un periodo di addestramento assegnata come equipaggio per i dragamine tedeschi della 23.Minesuch-Flottilla, facendo base prima a Geniscek e poi a Mariupol; a metà 1943 la legione, rinforzata da 200 marinai tedeschi e altrettanti volontari ucraini, fu ritrasferita a Varna e riequipaggiata con una dozzina di piccoli cacciasommergibili, prima di essere rimpatriata alla fine del maggio 1944.

## Operazioni principali

### L'invasione
La mattina del 22 giugno 1941 la Wehrmacht tedesca diede avvio all'invasione dell'Unione Sovietica, aprendo un fronte che andava dalle coste del mar Baltico a nord fino alla foce del Danubio a sud. Le ostilità interessarono subito la zona del mar Nero: al contrario delle forze terrestri, strettamente controllate da Stalin il quale, davanti alle prime avvisaglie dell'imminente attacco, aveva ordinato loro di non reagire, la marina sovietica godeva di una certa autonomia e il commissario del popolo per la marina Nikolaj Gerasimovič Kuznecov mise in stato di massima allerta tanto la Flotta del Baltico dell'ammiraglio Vladimir Tribuc quanto le unità di Oktjabr'skij nel Mar Nero, ordinando l'allarme generale alla mezzanotte tra il 21 e il 22 giugno. Alle 03:15 del 22 giugno una formazione di bombardieri Heinkel He 111 della Luftflotte 4 arrivarono sopra Sebastopoli, lanciando mine all'imboccatura del porto sotto un pesante fuoco contraereo da parte delle difese a terra e della flotta; gli ordigni tedeschi provocarono l'affondamento il 1º luglio del cacciatorpediniere Bystryj ma in generale, nonostante la scarsa disponibilità per i sovietici di moderne apparecchiature di dragaggio, non ostacolarono più di tanto i movimenti della Flotta del Mar Nero.
Dopo questa prima incursione la Luftwaffe tedesca si disinteressò alle operazioni nel Mar Nero, assorbita da più pressanti impegni lungo l'esteso fronte terrestre e lasciando così libertà di movimento alle navi sovietiche nel bacino. La mattina del 26 giugno Oktjabr'skij inviò i cacciatorpediniere conduttore Char'kov e Moskva, coperti dall'incrociatore Vorošilov e da due cacciatorpediniere, a bombardare il porto romeno di Costanza: le due unità cannoneggiarono la città per una ventina di minuti, ma durante delle manovre evasive il Moskva fu investito da un'esplosione (probabilmente causata dall'urto con una mina romena) affondando in poco tempo, mentre il Char'kov fu leggermente danneggiato dal fuoco dell'artiglieria costiera e dall'attacco di alcuni bombardieri romeni.

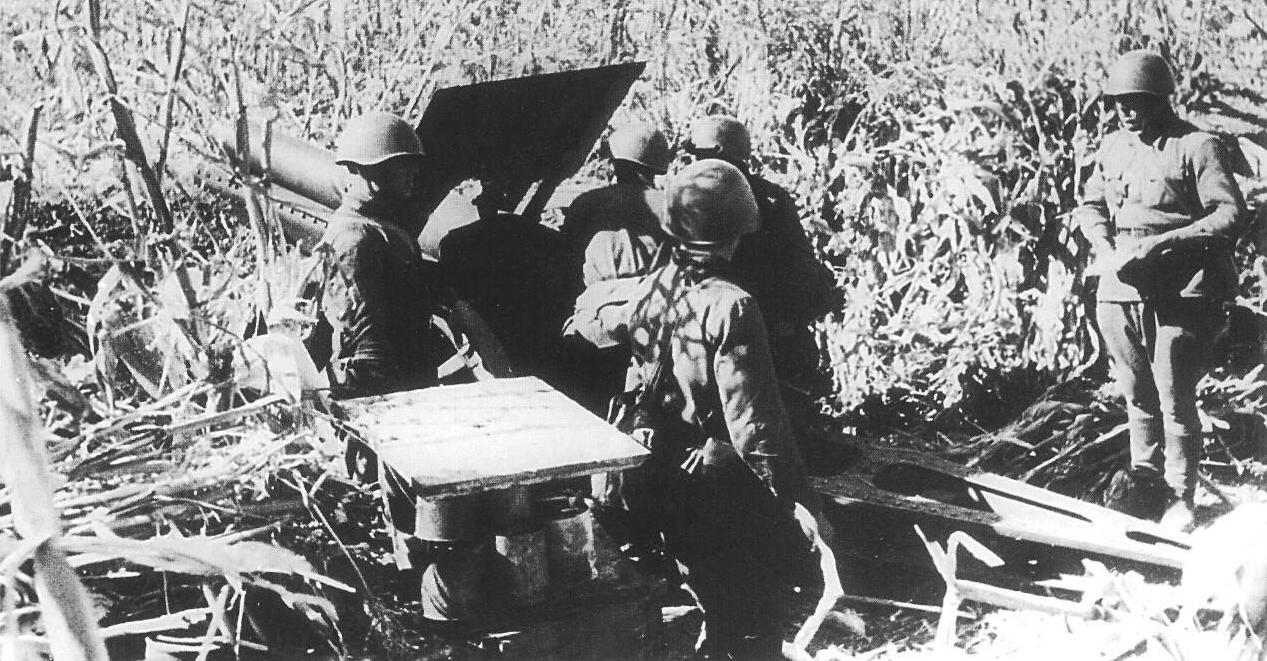
Artiglieria sovietica impegnata durante l'assedio di Odessa

Il 13 luglio sei bombardieri DB-3 dell'aviazione della Flotta del Mar Nero decollati dalla Crimea colpirono gli strategici campi petroliferi di Ploiești, mandando in fiamme 9 000 tonnellate di carburante e appiccando incendi che durarono due giorni; l'incursione fu ripetuta cinque giorni più tardi, e benché i danni materiali in definitiva risultassero modesti la minaccia ai principali approvvigionamenti petroliferi della Germania spinse l'alto comando della Wehrmacht a riconsiderare la sua impostazione iniziale e a stendere piani specifici per l'occupazione della Crimea. Il 16 agosto le forze del Gruppo d'armate Sud del feldmaresciallo Gerd von Rundstedt occuparono Nikoalev con i suoi cantieri navali, di vitale importanza per la Flotta del Mar Nero; varie unità ancora in costruzione furono salvate dai sovietici rimorchiandole al sicuro a Poti, come gli incrociatori Kujb'šev e Frunze e i cacciatorpediniere conduttore Kiev e Yerevan, ma altre furono abbandonate o fatte saltare in aria dalle truppe in ritirata: la nave da battaglia Sovetskaya Ukraina, ancora largamente incompleta, fu solo leggermente danneggiata dai sovietici, ma pur avviando dei lavori di completamento nel 1943 i tedeschi non se ne servirono più di tanto.
Tra agosto e ottobre 1941 l'attenzione della Flotta del Mar Nero fu assorbita dai fatti dell'assedio di Odessa: nella città-fortezza di Odessa l'"Armata costiera indipendente" del generale Georgij Sofronov fu posta sotto assedio da parte della 4ª Armata romena, resistendo disperatamente per più di tre mesi e infliggendo al nemico pesanti perdite. La Flotta del Mar Nero fu intensamente impiegata a sostegno della guarnigione di Odessa, recapitando rifornimenti e truppe di rinforzo, evacuando feriti e supportando la guarnigione con il tiro dei suoi grossi calibri, azioni a cui parteciparono gli incrociatori Vorošilov, Chervona Ukraina, Krasnyi Krym e Krasnyi Kavkaz oltre a vari cacciatorpediniere e cannoniere; l'unica opposizione che le unità navali sovietiche incontrarono furono sporadici attacchi aerei degli Junkers Ju 87 Stuka della Luftwaffe, e benché questi portassero il 21 settembre all'affondamento del cacciatorpediniere Frunze non furono in grado di ostacolare più di tanto le attività delle navi sovietiche. Con le forze di Sofronov (sostituito poi da Ivan Efimovič Petrov) alle strette, il 29 settembre Oktjabr'skij riuscì a convincere Stalin dell'opportunità di ritirare da Odessa l'Armata costiera indipendente, molto più utile per difendere Sebastopoli dagli imminenti attacchi tedeschi; una attenta pianificazione e la spossatezza dei romeni dopo mesi di infruttuosi assalti evitarono di ripetere la disastrosa evacuazione di Tallinn dell'agosto precedente: tra il 2 e il 16 ottobre 1941, nel corso di 192 traversate in mare condotte spesso di notte, la Flotta del Mar Nero evacuò con successo da Odessa circa 120 000 uomini (35 000 solo l'ultima notte) con 1 000 veicoli e 400 cannoni, portandoli in salvo in Crimea.

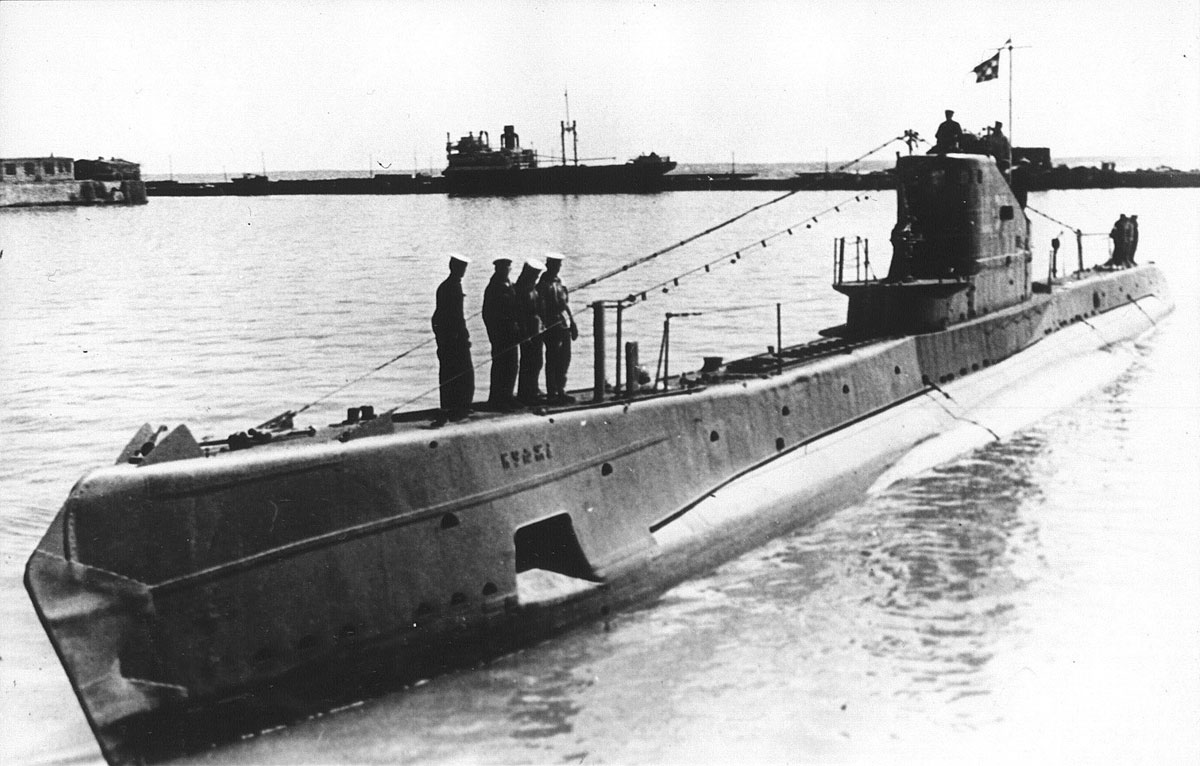
Un sommergibile della classe Schuka; a questa classe apparteneva lo Šč-213, autore del controverso affondamento della MV Struma.

La numerosa squadra di sommergibili della Flotta del Mar Nero fu subito impegnata in una serie di missioni al largo delle coste romene e bulgare, e a dispetto di forti perdite (sette battelli furono perduti tra l'ottobre del 1941 e il marzo del 1942, principalmente a causa dell'urto con mine) ottenne diversi successi. L'episodio più controverso si ebbe la mattina del 24 febbraio 1942, quando lo Šč-213 silurò e affondò la vecchia nave cargo MV Struma, ferma al largo di Istanbul all'interno delle acque territoriali turche: salpata da Costanza, la nave trasportava 764 ebrei romeni che i movimenti sionisti stavano tentando di far emigrare illegalmente in Palestina, e tra di essi vi fu un unico superstite.

### Sebastopoli sotto assedio
Il 9 settembre il feldmaresciallo von Rundstedt diede disposizioni perché l'11ª Armata (11. Armee) muovesse sulla Crimea e prendesse possesso della penisola; guidata dal generale Erich von Manstein a partire dal 17 settembre, l'11ª Armata tedesca, con la 3ª Armata romena in appoggio, puntò sulle difese sovietiche dell'Istmo di Perekop spezzandole il 28 settembre al termine di un duro scontro; un contrattacco sul fianco sinistro dei tedeschi a Melitopol', sfociato poi nella pesante sconfitta sovietica della battaglia del Mare d'Azov (26 settembre - 7 ottobre), obbligò von Manstein a stornare parte delle sue forze per parare la minaccia, lasciando relativamente poche truppe per puntare su Sebastopoli. Il 18 ottobre il LIV Corpo d'armata del generale Erick-Oskar Hansen lanciò una spallata contro le difese sovietiche a Ishun, alla base dell'istmo di Perekop, spezzandole dopo dieci giorni di duri scontri: il fronte sovietico collassò, e tedeschi e romeni dilagarono all'interno della Crimea.

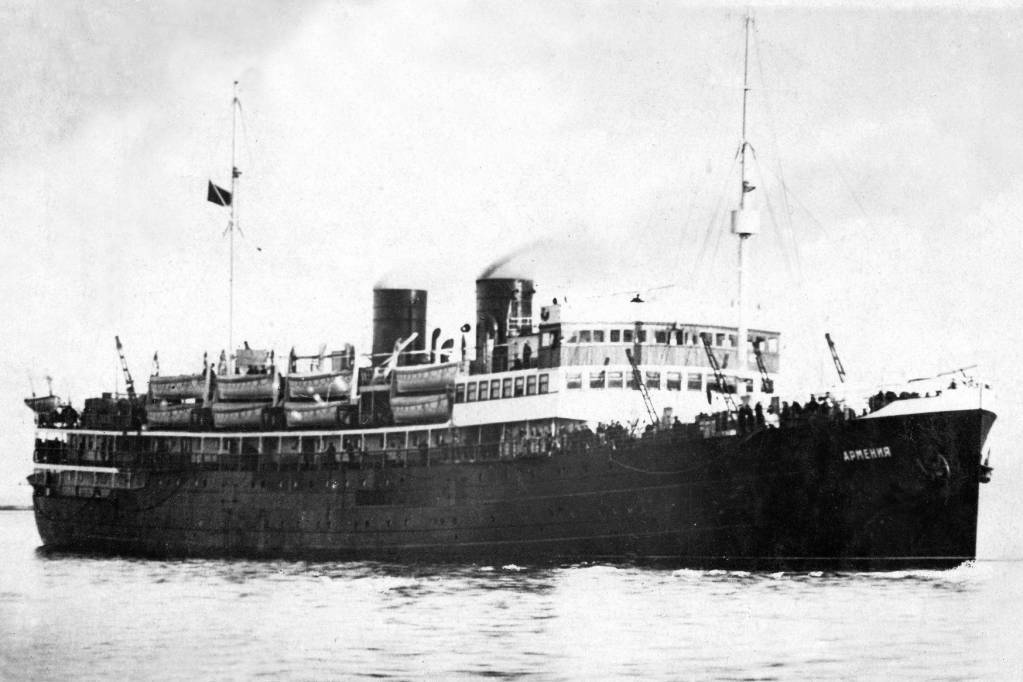
La nave ospedale Armenija, affondata dai tedeschi il 7 novembre 1941 con gravissime perdite umane

Il 4 novembre l'ammiraglio Oktjabr'skij assunse il comando della difesa di Sebastopoli; mentre le difese della base dal lato di terra venivano rinforzate e sopraggiungevano i rinforzi dell'Armata costiera indipendente di Petrov salvati da Odessa, l'ammiraglio impiegò le batterie d'artiglieria pesante costiera che cingevano la città per rallentare l'avanzata dei tedeschi, e sfruttando una temporanea superiorità aerea dell'aviazione sovietica sulla Crimea dislocò al largo della costa occidentale un gruppo navale con gli incrociatori Krasny Kavkaz, Krasny Krym e Chervona Ukraina e sette cacciatorpediniere per battere sul fianco le truppe di Hansen con i loro cannoni. Von Manstein tentò di prendere la città con un rapido colpo di mano, e fece intervenire la Luftwaffe in appoggio: il 2 novembre bombardieri Junkers Ju 88 colpirono in rada l'incrociatore Vorošilov, obbligandolo a ritirarsi a Poti per riparazioni che durarono fino a febbraio 1942; il 7 novembre fu la volta della nave ospedale Armenija, carica di militari feriti e civili evacuati dalla città, affondata da aerosiluranti He 111 al largo di Jalta con un numero di morti stimato tra 5 000 e 7 000 (il terzo peggior singolo disastro navale di sempre), mentre il 12 novembre bombardieri in picchiata Stuka colpirono ripetutamente la squadra sovietica all'estremità orientale della baia di Sebastopoli affondando l'incrociatore Chervona Ukraina e danneggiando i cacciatorpediniere Sovershenny e Bezposhchadny, il primo dei quali non poté essere riparato.

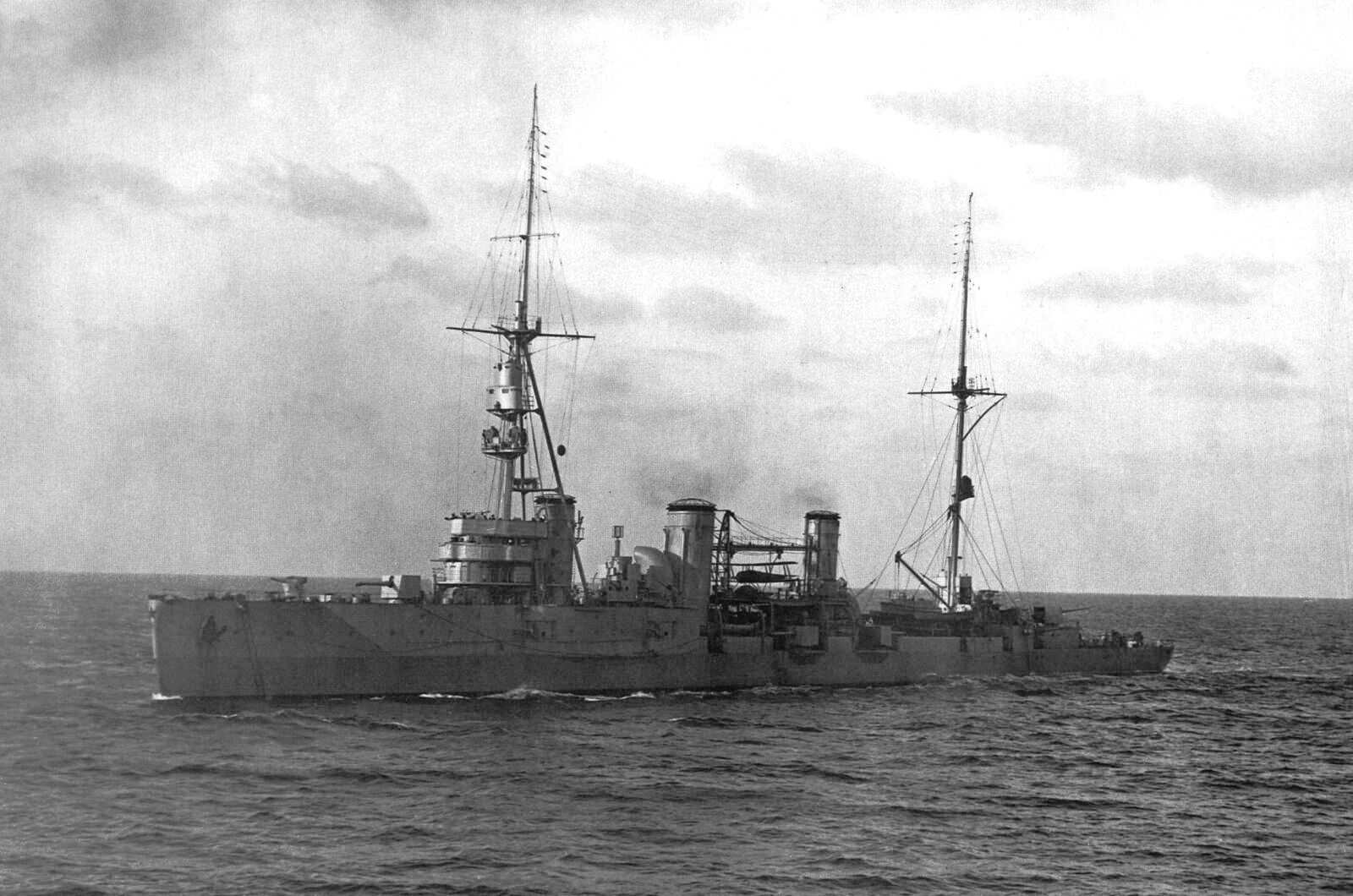
L'incrociatore Chervona Ukraina, affondato in un attacco aereo tedesco il 12 novembre 1941

A dispetto di questi sforzi, tuttavia, i tedeschi non poterono impedire alla Flotta del Mar Nero di far giungere a Sebastopoli un flusso continuo di truppe e rifornimenti: entro la fine dell'anno le navi sovietiche riuscirono a trasportare più di 48 000 uomini nella piazzaforte ora isolata e ad evacuare 2 200 feriti. Un tentativo dei tedeschi di aggirare le forti difese a nord tramite un attacco nel settore di Balaklava a sud-est fu ostacolato dal fuoco dei grossi calibri della nave da battaglia Parižskaja Kommuna e infine bloccato dalle truppe di Petrov, obbligando von Manstein a far attestare le sue truppe. Il 17 dicembre i tedeschi tentarono un nuovo attacco, ma le truppe di Petrov e Oktjabr'skij erano ormai saldamente trincerate; sfruttando le lunghe notti invernali che riducevano la minaccia aerea, l'ammiraglio dislocò la Parižskaja Kommuna e le altre navi ben all'interno della baia di Sebastopoli, per battere da distanza ravvicinata le postazioni dei tedeschi con i loro grossi calibri.
La Flotta del Mar Nero non fu impegnata solo in difesa. Mentre le truppe di von Manstein erano impegnate a fondo a Sebastopoli, il 26 dicembre le navi sovietiche sbarcarono 5 000 uomini a Kerč', dal lato opposto della Crimea; l'azione non sembrò inizialmente avere molto successo, ma il 29 dicembre seguente i sovietici stabilirono una seconda testa di ponte a Feodosia, portando a terra nel giro di pochi giorni 23 000 uomini con artiglieria e mezzi corazzati (la più ampia operazione anfibia sovietica della guerra). Von Manstein dovette interrompere l'assalto a Sebastopoli e organizzare un contrattacco, riconquistando Feodosia il 15 gennaio 1942 e riuscendo infine a bloccare le forze sovietiche all'interno della penisola di Kerč'.

### La caduta di Sebastopoli

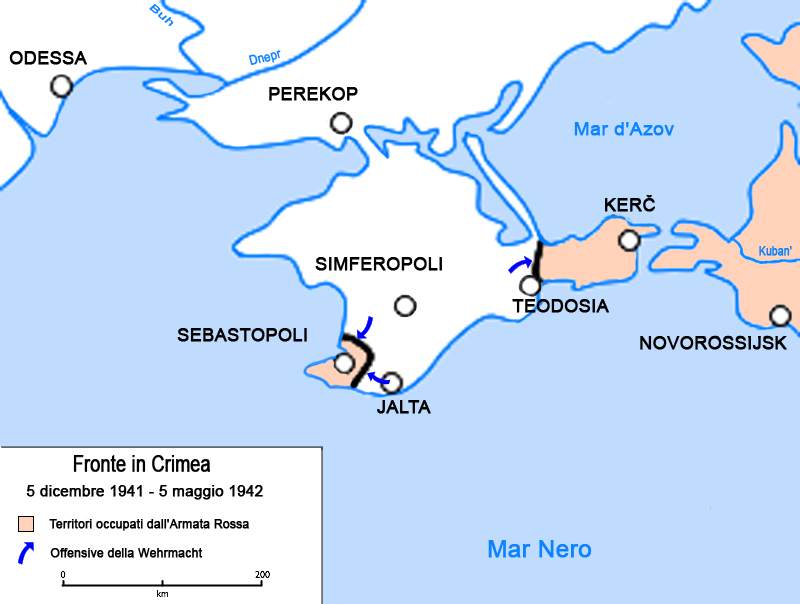
La situazione strategica in Crimea all'inizio del 1942: il rosso le zone controllate dai sovietici, in bianco quelle controllate dai tedeschi

Nel corso dei primi mesi del 1942 la situazione bellica in Crimea rimase stazionaria. Tra il 26 febbraio e il 5 marzo 1942 le unità sovietiche a Kerč', rinforzate e ora riunite nel Fronte della Crimea sotto il generale Dmitry Timofeyevich Kozlov, lanciarono una massiccia offensiva contro le forze tedesche che le bloccavano all'interno della penisola, in concomitanza con una sortita delle truppe di Petrov da Sebastopoli: l'azione provocò forti perdite tra i tedeschi ma non riuscì a fare breccia nel loro schieramento; tre ulteriori offensive delle forze di Kozlov tra marzo e aprile si conclusero parimenti con un nulla di fatto, prima che il disgelo primaverile imponesse uno stop alle operazioni. La Flotta del Mar Nero sostenne questi attacchi con frequenti bombardamenti costieri, ma le sue risorse si stavano progressivamente esaurendo: la Parižskaja Kommuna sparò così tanti colpi che in marzo dovette essere ritirata a Poti perché i suoi cannoni principali erano usurati dall'inteso uso; con l'arsenale di Nikolaev in mano ai tedeschi e Sebastopoli bloccata, tuttavia, i sovietici non avevano strutture per effettuare i ricambi e la nave da battaglia rimase di fatto fuori dalle attività belliche per il resto del conflitto.
A dispetto dell'inadeguatezza delle strutture cantieristiche dei porti della costa orientale, la Flotta del Mar Nero continuò a mantenere regolari collegamenti navali con Sebastopoli assediata: un convoglio partiva da Novorossijsk, Tuapse o Poti con cadenza settimanale, generalmente composto da uno o due cacciatorpediniere, uno o due navi da trasporto e alcuni dragamine; il cacciatorpediniere conduttore Taškent si distinse in tali compiti, portando a termine più viaggi di qualunque altra unità grazie alla sua elevata velocità che lo rendeva un bersaglio difficile per gli aerei tedeschi. Tra gennaio e maggio del 1942 la Flotta del Mar Nero riuscì a far arrivare a Sebastopoli più di 35 000 uomini oltre a rifornimenti e munizioni, evacuando nei viaggi di ritorno circa 9 000 feriti.

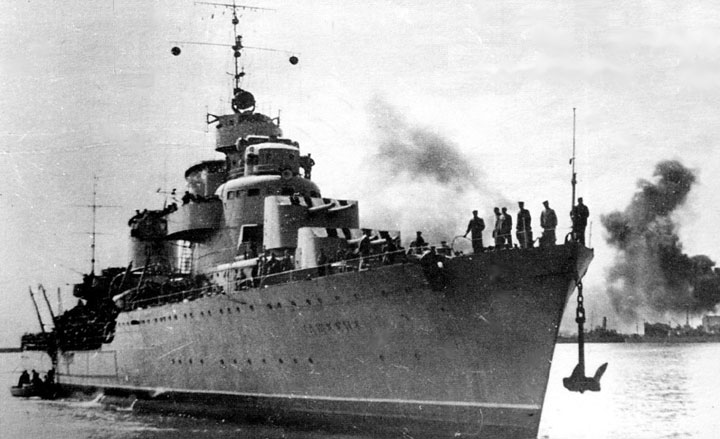
Il cacciatorpediniere Taškent, particolarmente attivo nelle missioni di rifornimento sovietiche di Sebastopoli assediata

Divenne evidente per i tedeschi che ogni tentativo di prendere Sebastopoli non poteva prescindere dall'interruzione dei collegamenti navali della città, così mentre von Manstein avviava i preparativi per l'attacco finale la Luftwaffe rischierò nello scacchiere del Mar Nero il Kampfgeschwader 26, stormo di bombardieri specializzato nella lotta antinave, ottenendo subiti diversi risultati: il 3 marzo la grossa petroliera Kuybyshev fu danneggiata a mentre era in navigazione a sud di Kerč' e poi affondata il 13 marzo da bombardieri Junkers Ju 88 mentre si trovava a Novorossijsk per riparazioni, mentre il 18 marzo fu la volta della nave cargo Georgiy Dimitrov da 3 703 tonnellate e il 17 aprile del mercantile Svanetiya da 4 191 tonnellate; il 10 giugno bombardieri He 111 sorpresero un convoglio sovietico e affondarono il cacciatorpediniere Svobodny e il trasporto Abkhaziya, mentre il 18 giugno il Taškent riportò gravi danni mentre era in rotta per Sebastopoli e il 26 giugno il cacciatorpediniere Bezuprečnyj fu colato a picco in un raid di Stuka. Anche le mine, depositate in gran numero sulle rotte di avvicinamento a Sebastopoli, provocarono diverse vittime, tra cui il cacciatorpediniere Smishlionny affondato il 23 giugno; le perdite spinsero i sovietici a servirsi per le missioni di rifornimento anche della propria flotta di sommergibili.

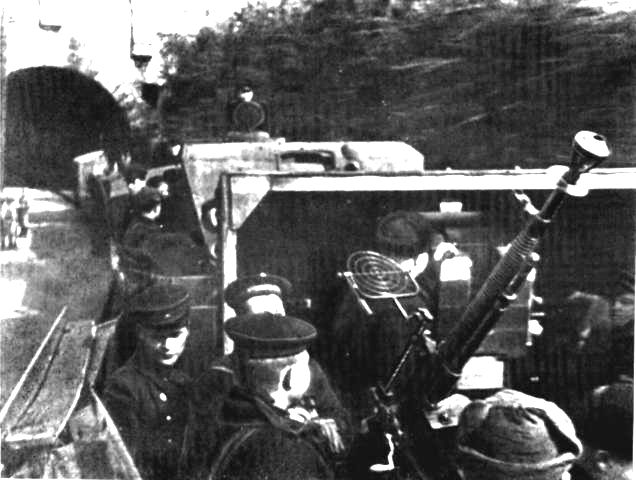
Marinai sovietici a bordo di un treno blindato a Sebastopoli

Dalla fine di maggio divennero operative nel bacino anche le unità di motosiluranti tedesche e italiane, appena arrivate da Costanza e subito trasferite nelle basi avanzate di Jalta e Feodosia per essere impegnate contro i convogli sovietici. L'11 giugno i MAS italiani affondarono un piroscafo da 5 000 tonnellate, seguito poi il 13 giugno da un trasporto da 10 000 tonnellate silurato e poi finito dagli Stuka tedeschi; quello stesso giorno, un'incursione coordinata di aerei e motosiluranti sovietiche sulla base di Jalta portò invece all'affondamento del sommergibile tascabile italiano CB 5, appena giunto nel porto. Il 15 giugno il CB 3 italiano rivendicò l'affondamento del sommergibile sovietico S-32 impegnato in una missione di rifornimento di Sebastopoli (altre fonti attribuiscono l'affondamento ad aerei tedeschi), mentre l'affondamento del sommergibile Šč-214 il 19 giugno è variamente attribuito al CB 2 o al MAS 571 italiano; le motosiluranti tedesche ottennero minor successo, con tre di esse che la notte del 19 giugno riuscirono a intercettare un convoglio sovietico affondando il trasporto Belostok e danneggiando un dragamine.
Nel frattempo, la situazione sul fronte terrestre volse improvvisamente a favore dei tedeschi. L'8 maggio le forze di von Manstein lanciarono un pesante attacco contro le posizioni del Fronte della Crimea nella penisola di Kerč' (operazione Trappenjagd): in sole tre ore e mezza le truppe tedesche sfondarono la linea difensiva sovietica provocando il rapido collasso delle forze di Kozlov, troppo lente a reagire; dopo aver chiuso in una sacca un'intera armata sovietica, le forze tedesche presero Kerč' il 14 maggio ed eliminarono le ultime resistenze il 20 maggio, facendo in meno di due settimane quasi 147 000 prigionieri. Senza più la minaccia del Fronte della Crimea alle sue spalle, von Manstein poté quindi dedicarsi a Sebastopoli: il 2 giugno tedeschi e romeni iniziarono un pesante bombardamento preparatorio sulle fortificazioni sovietiche, iniziando poi gli attacchi terrestri a partire dal 7 giugno seguente; lo scontro fu molto duro e l'avanzata delle forze dell'Asse lenta, ma la resistenza delle forze sovietiche iniziò progressivamente a cedere.

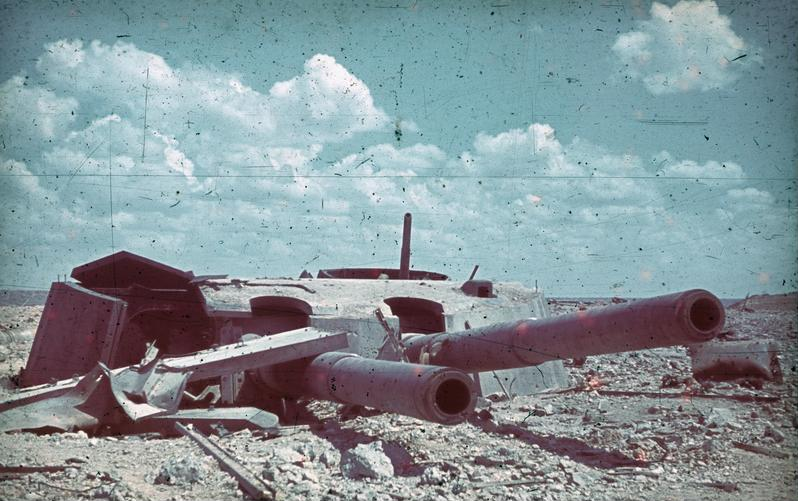
Una delle batterie di artiglieria costiera sovietiche di Sebastopoli distrutte dai tedeschi durante l'assedio

Il 27 giugno il Taškent compì il suo ultimo viaggio a Sebastopoli, trasportando 900 soldati di rinforzo e caricando 2 300 feriti da evacuare; gravemente danneggiato da aerei tedeschi durante il viaggio di ritorno, dovette rifugiarsi a Novorossijsk dove il 2 luglio seguente fu affondato in un'incursione aerea tedesca insieme al cacciatorpediniere Bditel'nyj. Il 28 giugno due dragamine compirono l'ultimo viaggio di superficie fino a Sebastopoli sbarcando un contingente di 330 uomini, lasciando poi il collegamento con la piazzaforte assediata unicamente ai sommergibili; anche con il contrasto della Luftwaffe e dei mezzi navali dell'Asse, comunque, la Flotta del Mar Nero era riuscita fino all'ultimo a rifornire regolarmente Sebastopoli, trasportando 18 000 uomini nella città ed evacuando 11 000 tra soldati feriti e civili nel solo giugno 1942. Per il 30 giugno divenne evidente che la città non era più in grado di resistere, e Stalin stesso ordinò l'evacuazione delle personalità più importanti: la mattina del 1º luglio il sommergibile Šč-209 prelevò il generale Petrov e gli ufficiali superiori dell'Armata costiera indipendente, mentre quella stessa sera l'ammiraglio Oktjabr'skij e il suo stato maggiore furono evacuati per via aerea poco dopo l'entrata dei primi reparti tedeschi e romeni nel centro della città; le ultime sacche di resistenza sovietica capitolarono poi il 4 luglio seguente, decretando la fine del lungo assedio.

### Operazioni lungo la costa orientale

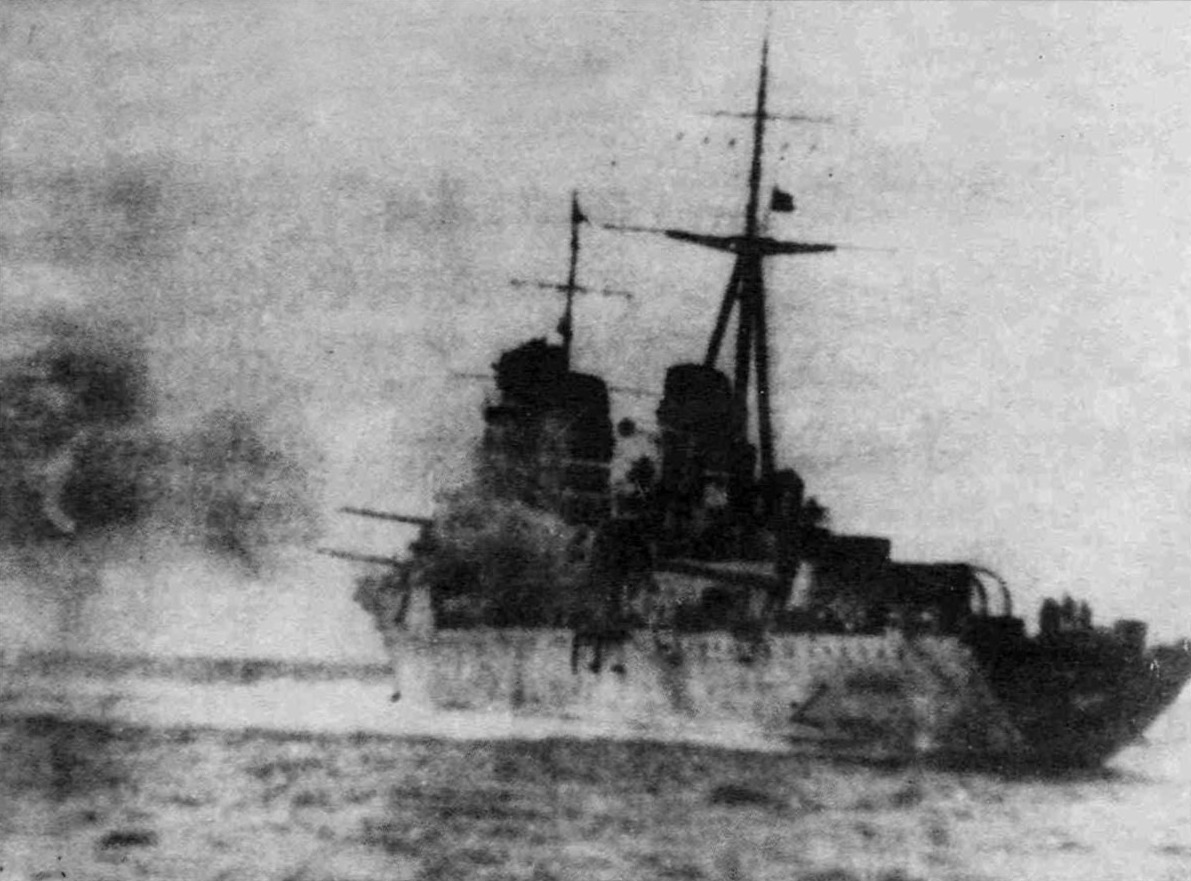
L'incrociatore sovietico Molotov mentre impiega il suo armamento principale

Caduta Sebastopoli, il fulcro delle operazioni navali si spostò lungo la costa orientale del bacino del Mar Nero, nell'ambito dei più vasti eventi dell'operazione Blu scattata il 28 giugno 1942: le forze tedesche tentarono di conseguire la sperata vittoria finale scatenando un'offensiva su vasta scala nel settore meridionale del fronte orientale, con l'Heeresgruppe Süd del feldmaresciallo Fedor von Bock che, dopo aver preso Rostov sul Don, fu diviso in due formazioni aventi per obiettivo le rive del Volga (Heeresgruppe B al comando del generale Maximilian von Weichs) e la regione del Caucaso con i suoi strategici campi petroliferi (Heeresgruppe A sotto il feldmaresciallo Wilhelm List). Le forze navali dei due schieramenti furono chiamate a svolgere compiti di approvvigionamento delle rispettive armate schierate nelle zone costiere, stante la grave carenza nella regione di strade moderne: la Flotta del Mar Nero garantì un flusso costante di rifornimenti e rinforzi lungo le rotte che congiungevano i porti di Novorossijsk, Tuapse, Soči, Poti e Batumi, mentre i tedeschi stabilirono rotte di rifornimento tra la Romania, la Crimea e le rive del Mar d'Azov.
I sovietici mantennero anche una certa pressione sulle coste occidentali del bacino, attaccando le rotte di rifornimento tedesche con la loro flotta sottomarina: furono ottenuti diversi successi, ma tra l'agosto e il dicembre del 1942 andarono perduti ben otto sommergibili sovietici a causa di mine o azioni delle unità di scorta tedesche e romene, perdite che unite a quelle riportate nei mesi precedenti provocarono un quasi dimezzamento della componente subacquea della Flotta del Nord. La minaccia aerea e delle motosiluranti dell'Asse portò i sovietici a ridurre l'impiego delle unità maggiori. Nella notte tra il 2 e il 3 agosto 1942, i MAS-573 e MAS-568 italiani e alcuni aerosiluranti del KG 26 tedesco sorpresero l'incrociatore Molotov e il cacciatorpediniere conduttore Char'kov a sud-ovest di Kerč' mentre rientravano da una missione di intercettamento del traffico tedesco e di bombardamento del porto di Feodosia: il MAS-568 riuscì a colpire il Molotov con un siluro provocando gravissimi danni a poppa mentre il Char'kov fu leggermente danneggiato da alcune cariche di profondità sganciate dalle unità italiane in fase di disimpegno; il Molotov riuscì a raggiungere Batumi, dove rimase fuori uso per le riparazioni fino alla fine del luglio 1943.

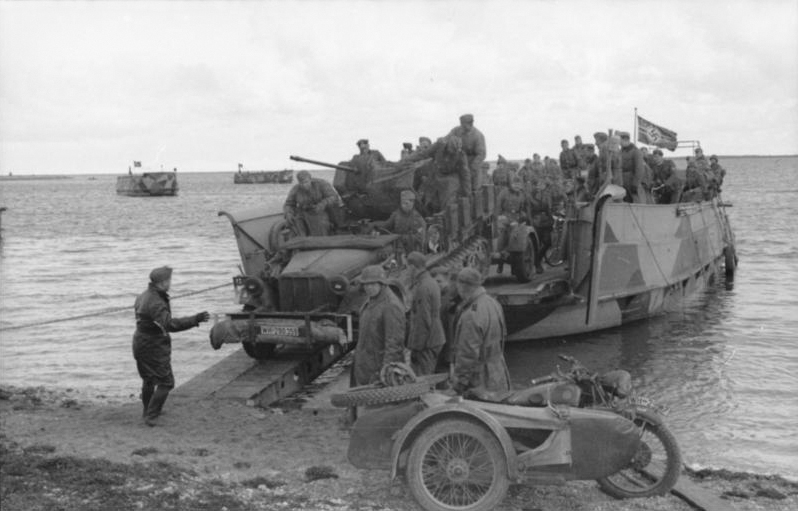
Truppe tedesche sbarcano da un mezzo anfibio

Il 1º settembre 1942 una flottiglia di motozattere e unità leggere tedesche organizzò lo sbarco di alcuni contingenti dell'11ª Armata dalla Crimea nella penisola di Taman' sull'altro lato dello stretto di Kerč' (operazione Blücher): reparti tedeschi e romeni presero terra sul lato nord e ovest della punta della penisola nel tentativo di circondare le unità della 47ª Armata sovietica che la difendevano; i sovietici organizzarono un'evacuazione via mare dei loro reparti tramite unità leggere, ma in attacchi delle motosiluranti tedesche il 2, 3 e 5 settembre persero un totale di 19 unità navali.
Le unità sbarcate a Taman' si ricongiunsero nel giro di pochi giorni con le forze della 17ª Armata del generale Richard Ruoff, che dopo aver occupato di Rostov stavano scendendo da nord all'interno del bassopiano del Kuban'; la mossa servì anche ad alleviare i problemi logistici dell'Heeresgruppe A, intento ad aprirsi la strada verso il Caucaso attraverso l'inospitale steppa della Calmucchia. Il 26 agosto i reparti della 17ª Armata investirono Tuapse venendo però fermati dalla forte resistenza della guarnigione sovietica, sostenuta dal fuoco degli incrociatori della Flotta del Mar Nero e continuamente alimentata con trasferimenti di truppe via mare; un duro scontro si sviluppò a partire dal 1º settembre quando le truppe di Ruoff attaccarono Novorossijsk, difesa dai reparti della 47ª Armata sovietica: nonostante il sostegno di fuoco dei cacciatorpediniere Char'kov e Soobrazitelny in favore dei difensori, i tedeschi penetrarono nel centro della città il 6 settembre e infine presero il porto il 9 settembre. La cattura di Novorossijsk rappresentò l'apice dei successi di Ruoff: le truppe sovietiche rimasero padrone di alcune alture dominanti a sud della città negando così ai tedeschi l'uso del porto, e vari tentativi di sloggiarle si risolsero in un insuccesso; il dirottamento di gran parte dei rinforzi tedeschi alla volta di Stalingrado a nord, teatro di una sanguinosa battaglia con i sovietici, negò tanto a Ruoff che all'Heeresgruppe A di List le risorse per proseguire la loro campagna nel Caucaso.
Il calo delle attività tedesche sul litorale orientale spinse i sovietici a distogliere le loro unità navali principali per una incursione di superficie contro il traffico lungo la costa romeno-bulgara: il 29 novembre l'incrociatore Vorošilov e i cacciatorpediniere Char'kov e Soobrazitelny bombardarono le installazioni portuali a Sulina e Burgas oltre alla stazione radio posta sull'Isola dei Serpenti, mentre un secondo gruppo con i cacciatorpediniere Bespoŝadnyj e Boiki attaccava il traffico navale tra Capo Kaliakra e Shabla; il Vorošilov rimase danneggiato per lo scoppio di una mina, ma rientrò con le sue forze a Poti tornando in servizio all'inizio del nuovo anno.

### La testa di ponte del Kuban

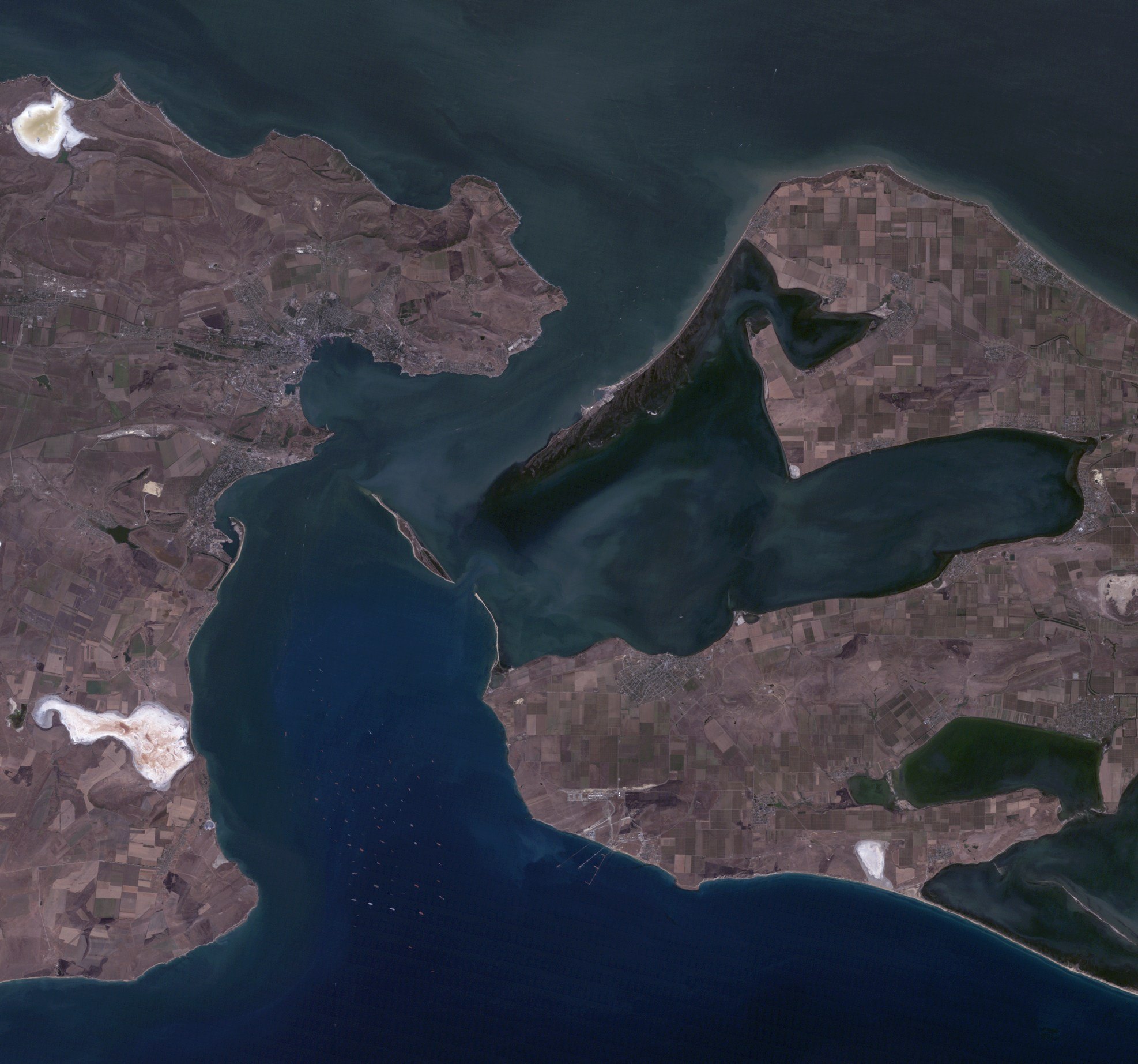
Vista aerea dello stretto di Kerč': la penisola di Taman' è a destra, quella di Kerč' a sinistra.

Il 19 novembre 1942 le forze sovietiche scatenarono una massiccia controffensiva sul fronte di Stalingrado (operazione Urano): le due armate romene che difendevano i fianchi della 6. Armee tedesca impegnata nell'assedio furono travolte e i tedeschi chiusi in una sacca all'interno della città; una controffensiva tedesca in dicembre (operazione Tempesta Invernale) si concluse con un insuccesso, mentre altre offensive sovietiche colpivano le deboli armate dell'Asse che difendevano il fronte dell'Heeresgruppe B. Davanti alla prospettiva che anche l'intero Heeresgruppe A (ora guidato dal generale Paul Ludwig Ewald von Kleist) rimanesse tagliato fuori e accerchiato dai sovietici, Hitler fu convinto a ordinare il 28 dicembre un ripiegamento generale dei reparti tedeschi dal Caucaso; nella speranza di poter riprendere in futuro l'offensiva, tuttavia, alla 17ª Armata sulla costa fu ordinato di ripiegare in una testa di ponte incentrata sulla penisola di Taman': a dispetto del clima invernale e degli attacchi dei sovietici, Ruoff riuscì a completare la manovra nel corso del gennaio 1943, stabilendo infine un nuovo perimetro (la cosiddetta "testa di ponte del Kuban") poco a ovest di Krasnodar (riconquistata dai sovietici a metà febbraio), lungo una linea ad arco tra la costa del Mar d'Azov a nord e Novorossijsk a sud. Oltre che per via aerea, la testa di ponte era rifornita da unità navali che facevano la spola con la Crimea via stretto di Kerč'.

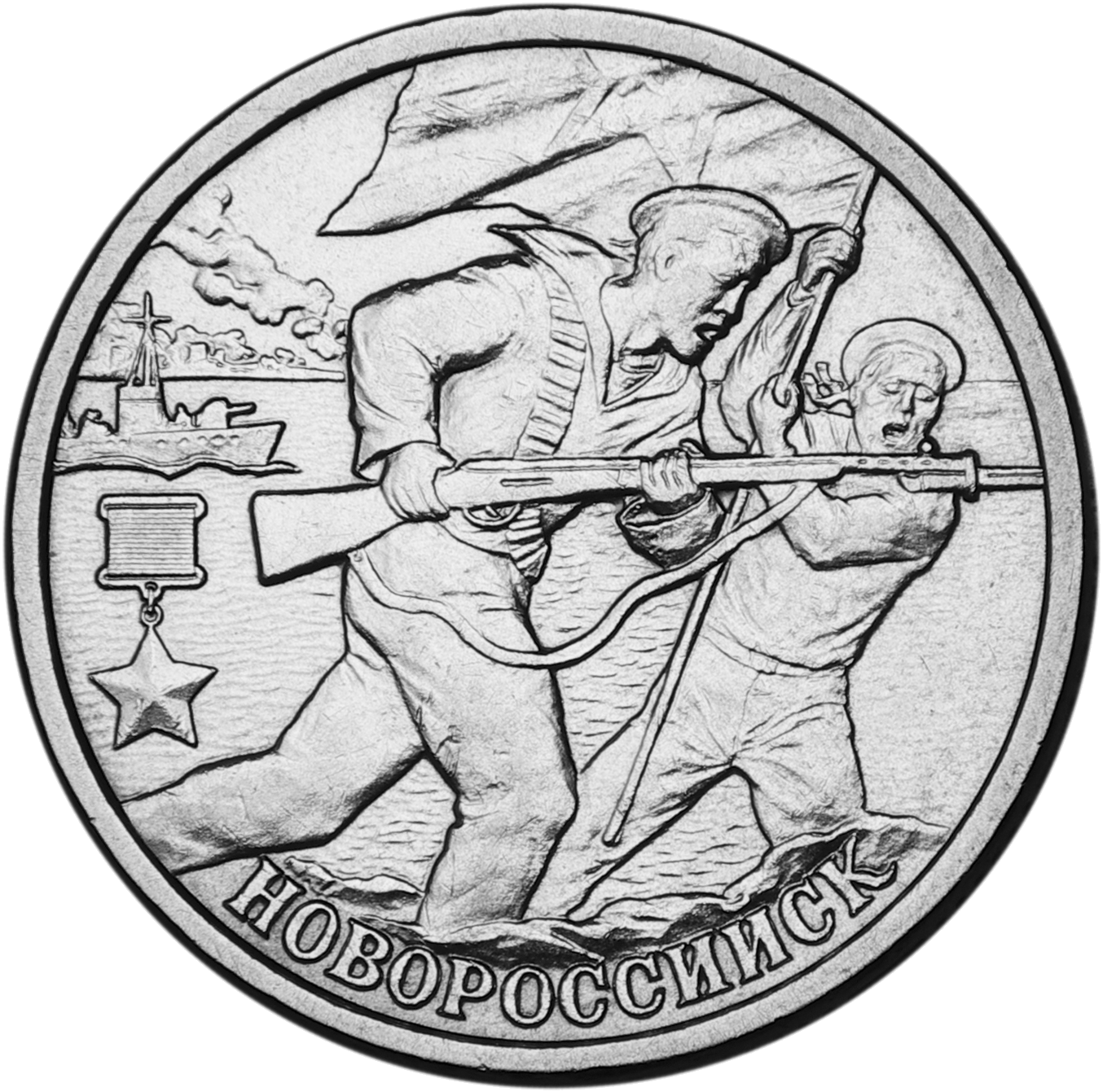
La medaglia concessa ai marinai sovietici impegnati nella battaglia per Novorossijsk

Sperando di conseguire ulteriori successi ai danni dei tedeschi in ritirata, la Flotta del Mar Nero fu mobilitata per una massiccia offensiva anfibia con obiettivo Novorossijsk: dopo un bombardamento preventivo il 31 gennaio da parte dell'incrociatore Vorošilov e dei cacciatorpediniere Boiki, Bespoŝadnyj e Soobrazitelny, il 4 febbraio seguente unità leggere sbarcarono contingenti di truppe sovietiche in vari punti sulla costa a sud della città sotto la protezione degli incrociatori Krasny Kavkaz e Krasny Krym, del cacciatorpediniere conduttore Char'kov e dei cacciatorpediniere Bespoŝadnyj e Soobrazitelny, portando a terra entro il 9 febbraio un totale di 17 000 uomini; benché respinti in alcuni punti, i sovietici riuscirono a stabilire una testa di ponte intorno a Capo Myskhako, dove però rimasero bloccati dalla resistenza dei tedeschi. Le motosiluranti tedesche e italiane come pure i sommergibili della 30. Unterseebootsflottille, operativi a partire dall'ottobre precedente, furono intensamente impegnati contro le unità sovietiche che rifornivano la testa di ponte di Capo Myskhako, ottenendo diversi successi e scontrandosi spesso con le unità leggere sovietiche; il 17 aprile le truppe della 17ª Armata tentarono una controffensiva contro la testa di ponte sovietica (operazione Neptun), ma dovettero infine desistere il 25 aprile a causa della dura resistenza dei sovietici.

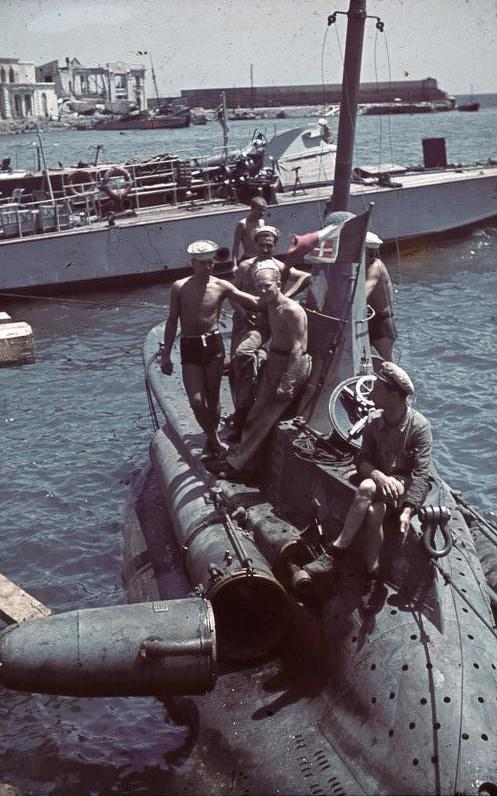
Un minisommergibile italiano classe CB in porto nel Mar Nero; alle sue spalle una motosilurante tedesca

Dopo questo scontro la situazione rimase stazionaria per diversi mesi, con azioni portate avanti solo da unità leggere e motosiluranti contro il traffico nemico; a causa del peggioramento della situazione nello scacchiere del Mediterraneo, fu concordato il ritiro del grosso del contingente italiano attivo nel Mar Nero e il 20 maggio 1943 i MAS superstiti furono trasferiti alla Kriegsmarine tedesca. Un accordo per la cessione dei CB non fu invece raggiunto e i minisommergibili continuarono a operare nelle acque del bacino dalla base di Sebastopoli con equipaggio italiano; l'ultimo successo dei mezzi italiani fu ottenuto nella notte tra il 25 e il 26 agosto, quando il CB-4 affondò il sommergibile sovietico Šč-203 al largo di Eupatoria. Dopo l'annuncio dell'armistizio con gli Alleati da parte dell'Italia l'8 settembre 1943, gli equipaggi dei CB si consegnarono ai romeni nel porto di Costanza e furono internati; i minisommergibili furono acquisiti dalla marina romena che ne ritrasferì almeno in parte il controllo alla Marina Nazionale Repubblicana dopo la formazione della Repubblica Sociale Italiana, ma rimasero di fatto inoperativi fino alla conclusione delle ostilità.
La situazione generale per le forze dell'Asse sul fronte orientale volgeva ormai al peggio. Nel luglio del 1943 l'ultima grande offensiva della Wehrmacht, sfociata nella battaglia di Kursk, si era conclusa con un insuccesso, aprendo la strada a una serie di offensive sovietiche che fecero indietreggiare le truppe tedesche lungo tutto il fronte; con i sovietici penetrati a fondo in Ucraina il mantenimento della testa di ponte del Kuban perdeva ormai ogni significato strategico, e l'alto comando tedesco decise quindi di evacuare in Crimea le forze della 17ª Armata, ora guidata dal generale Erwin Jaenecke. A partire dal 12 settembre 1943, le forze navali tedesche nel Mar Nero si impegnarono a fondo nell'opera di evacuazione della 17ª Armata attraverso lo stretto di Kerč' (operazione Brunhild): impiegando praticamente ogni bastimento disponibile, i tedeschi riuscirono nella notevole impresa di mettere in salvo quasi 240 000 soldati oltre a più di 16 000 feriti, 27 000 civili, 74 carri armati, 1815 cannoni, 21 000 veicoli a motore e migliaia di tonnellate di altro materiale bellico.
La Flotta del Mar Nero tentò di ostacolare queste operazioni facendo intervenire le sue unità di superficie, ma andò incontro a un fallimento. Il 30 settembre un'incursione dei cacciatorpediniere Sposobny, Boiki e Bespoŝadnyj contro il traffico navale tedesco a sud della Crimea si concluse con nulla di fatto. La notte del 5 ottobre il cacciatorpediniere conduttore Char'kov e i cacciatorpediniere Bespoŝadnyj e Sposobny tentarono un attacco ai porti di Jalta e Feodosia, ma furono respinti dopo un confuso scontro con le motosiluranti tedesche; la mattina dopo, mentre erano sulla rotta di rientro alla base, le tre unità furono individuate dalla Luftwaffe e ripetutamente attaccate dai bombardieri Stuka, finendo tutte affondate una dopo l'altra: l'entità del disastro fu tale che Stalin stesso ordinò alla marina sovietica di non impiegare più in azione le unità maggiori senza una sua esplicita autorizzazione in tal senso. L'evacuazione della penisola di Taman' fu poi completata dai tedeschi per il 9 ottobre 1943.

### La liberazione della Crimea
Le forze sovietiche tentarono di approfittare subito dell'evacuazione della testa di ponte del Kuban organizzando un attacco anfibio attraverso lo stretto di Kerč' (operazione Kerč'-Eltigen): il 1º novembre 1943 una flottiglia di unità leggere sbarcò unità della 56ª Armata sovietica (la quale assunse poi la vecchia denominazione di "Armata costiera indipendente") a Eltigen a sud della città di Kerč', mentre due giorni dopo altri reparti sovietici presero terra a Yenikale, un promontorio a nord-est del centro abitato; la reazione dei reparti tedeschi e romeni della 17ª Armata di Jaenecke bloccò i sovietici sulle spiagge e impedì loro di saldare le due teste di ponte, mentre una flottiglia di dragamine e motosiluranti della Kriegsmarine riuscì a disturbare efficacemente i tentativi della Flotta del Mar Nero di rifornire le proprie truppe a Eltingen. Il 6 dicembre le forze dell'Asse lanciarono un massiccio contrattacco contro la tesa di ponte di Eltingen, facendola collassare ed eliminandola per l'11 dicembre successivo; sostenuti dall'artiglieria pesante che sparava dalla punta della penisola di Taman', i reparti sovietici a Yenikale riuscirono invece a mantenere le posizioni, ma rimasero bloccati all'interno della loro testa di ponte.
Le forze dell'Asse in Crimea finirono ben presto per essere isolate: tra settembre e dicembre del 1943, nel corso della lunga campagna nota come offensiva del basso Dnepr, le forze sovietiche sfondarono il fronte tedesco a sud e riconquistarono gran parte dell'Ucraina orientale e centrale, tagliando i collegamenti terrestri con la Crimea ai primi di novembre quando le forze del 4º Fronte ucraino del generale Fëdor Ivanovič Tolbuchin occuparono il lato nord dell'istmo di Perekop; nonostante la posizione isolata dei reparti di Jaenecke, tuttavia, Hitler si rifiutò di evacuarli, ritenendo di fondamentale importanza strategica e politica il mantenimento del controllo della Crimea. Per alcuni mesi il fronte di Perekop rimase stazionario mentre i sovietici terminavano di liberare la costa sud-occidentale dell'Ucraina, nel corso delle fasi finali della più ampia offensiva Dnieper-Carpazi: Nikolaev fu liberata il 28 marzo 1944, mentre i tedeschi riuscirono a organizzare una nuova evacuazione via mare dei propri reparti da Odessa prima che la città fosse riconquistata il 10 aprile seguente.

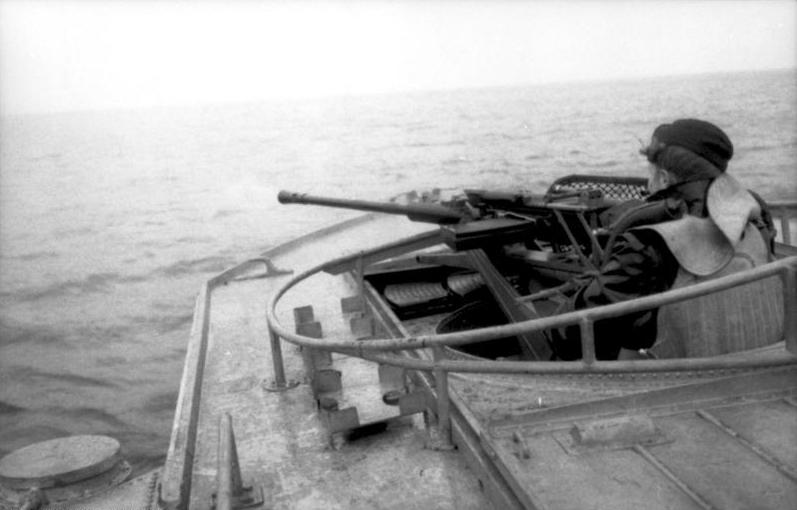
La postazione di una mitragliera da 20 mm a prua di una S-boot tedesca

L'8 aprile 1944 le forze del 4º Fronte ucraino di Tolbuchin iniziarono la loro offensiva di Crimea attaccando sul fronte di Perekop da nord, mentre le truppe dell'Armata costiera indipendente facevano pressione su Kerč' dalla loro testa di ponte a est; i reparti tedesco-romeni si difesero accanitamente, ma il forte svantaggio numerico nonché in fatto di corazzati e aerei spinse il generale Jaenecke a ordinare una ritirata generale su Sebastopoli a partire dal 10 aprile: Kerč' fu liberata l'11 aprile, mentre le forze di Tolbuchin dilagavano attraverso l'istmo prendendo Sinferopoli il 13 aprile. Le truppe dell'Asse si attestarono in una sacca nell'angolo sud-occidentale della penisola, in una posizione non troppo dissimile da quella tenuta dai sovietici durante l'assedio del 1941; le fortificazioni che cingevano Sebastopoli non erano però state completamente riparate e potevano ora fornire solo una limitata protezione.

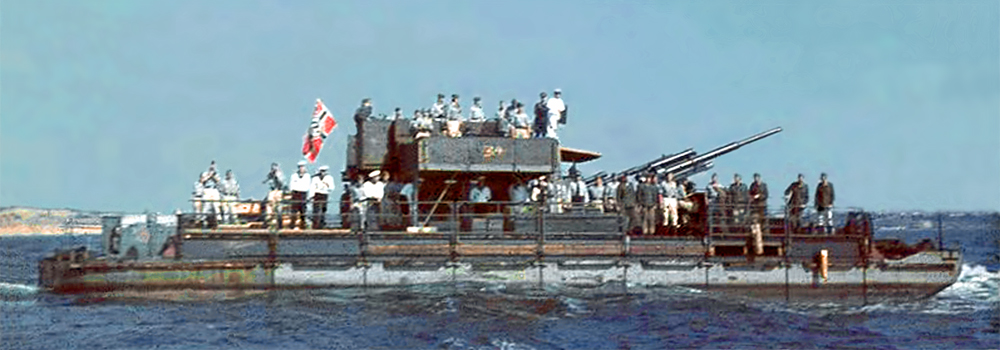
Un traghetto tedesco carico di truppe in navigazione nel Mar Nero

Fin dalle prime fasi dell'offensiva sovietica Jaenecke aveva fatto pressioni sull'alto comando per ottenere il permesso di far evacuare la sua isolata armata dalla Crimea, strappando infine un riluttante assenso dal Führer: l'11 aprile salpò da Costanza il primo convoglio dell'operazione Adler ("operazione 60 000" per la marina romena, dal numero dei propri connazionali che si intendeva dover salvare), e tutte le unità navali tedesche e romene disponibili nel bacino furono inviate a Sebastopoli per evacuare i reparti dell'Asse. Se la Flotta del Mar Nero scelse di non intervenire con le sue unità maggiori, limitandosi a inviare contro i convogli solo motosiluranti e sommergibili, l'evacuazione si svolse però sotto continui attacchi da parte dell'aviazione sovietica, che inflisse pesanti perdite: sette navi da trasporto tedesche e tre romene, oltre a varie altre unità leggere, furono affondate nel corso dell'operazione; le perdite umane più gravi si verificarono il 10 maggio, quando aerei sovietici affondarono al largo di Cherson le navi da trasporto tedesche Totila e Teja cariche di truppe, con un numero di morti stimato in più di 8 000 tra le due unità. In totale, comunque, le unità navali tedesche e romene recuperarono dalla Crimea, nel periodo compreso tra il 14 aprile e il 13 maggio, più di 120 000 uomini (tra cui anche 7 000 civili e 2 500 prigionieri di guerra sovietici) oltre a 22 500 tonnellate di carichi bellici.
Il 4º Fronte ucraino iniziò la sua offensiva finale su Sebastopoli il 5 maggio 1944: le forze dell'Asse si difesero accanitamente, ma soverchiate dovettero infine cedere; il 9 maggio il centro di Sebastopoli fu liberato dai reparti sovietici, e le ultime sacche di resistenza dell'Asse capitolarono poi il 12 maggio seguente con una perdita totale di circa 78 000 uomini tra morti e prigionieri.

### Operazioni finali

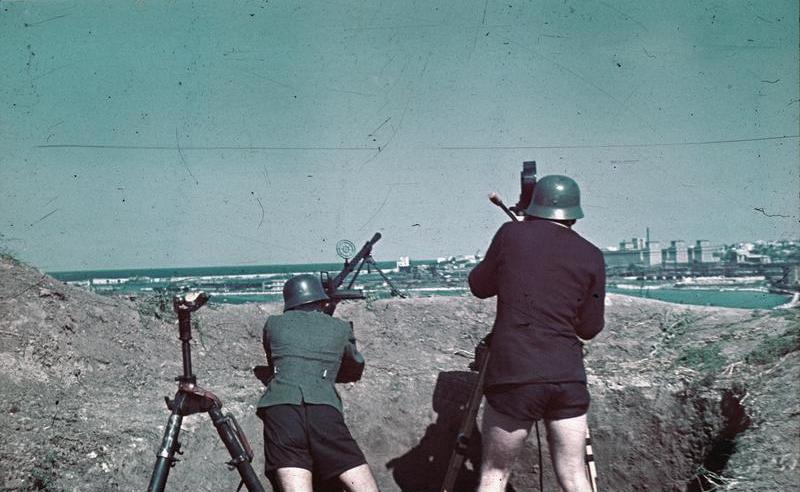
Un postazione antiaerea tedesca nel porto romeno di Costanza

Conclusa l'evacuazione dalla Crimea il ritmo delle operazioni navali nel Mar Nero andò progressivamente calando. Benché ostacolati dalla carenza di carburante, i sommergibili tedeschi e, in misura minore, romeni continuarono con le missioni di agguato al largo dei porti della costa orientale del bacino, cogliendo ancora alcuni occasionali successi: i sommergibili tedeschi più prolifici nel Mar Nero furono lo U-24 con sette navi affondate per complessive 16 118 tonnellate e lo U-20 con cinque navi affondate per 9 648 tonnellate. La Flotta del Mar Nero continuò a inviare i suoi battelli ad attaccare i convogli dell'Asse lungo la costa romeno-bulgara, i cui porti erano ora nel raggio di azione anche dei velivoli da bombardamento dell'aviazione sovietica: il 20 agosto 1944 una pesante incursione di 62 bombardieri e 80 tra caccia e aerei d'attacco al suolo colpì Costanza, portando all'affondamento di diverse unità tedesche e romene tra cui il sommergibile U-9 e al danneggiamento di molte altre tra cui i sommergibili U-18 e U-24 e i cacciatorpediniere romeni Regele Ferdinand e Marasesti.
Un nuovo episodio controverso della campagna sommergibilistica sovietica si verificò il 5 agosto 1944, quando il sommergibile Šč-215 affondò lo scuna MV Mefküre a nord-est di İğneada: battente bandiera turca e dotata di contrassegni della Croce Rossa internazionale, la nave, salpata da Costanza, trasportava circa 350 rifugiati ebrei diretti a Istanbul, tra cui si contarono solo undici superstiti; dopo aver colpito la nave con un siluro, il sommergibile mitragliò i naufraghi in acqua.

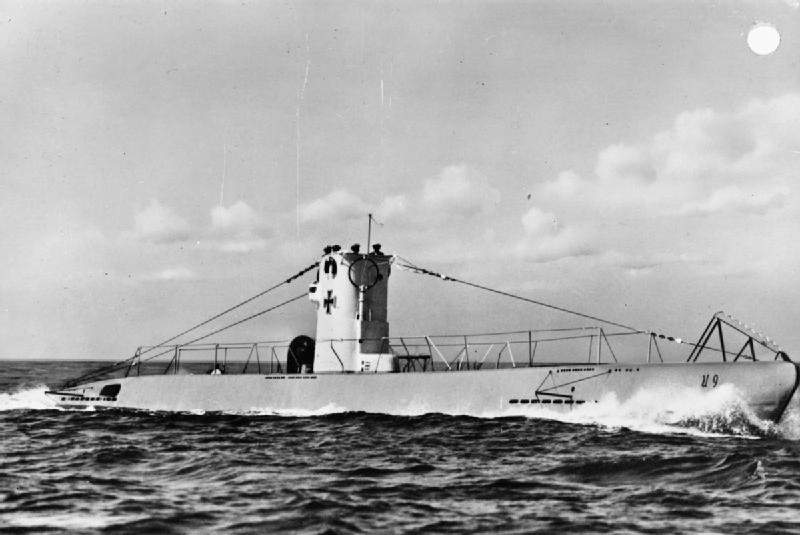
Un sommergibile tedesco U-Boot Tipo II

Dopo aver conseguito uno schiacciante successo contro i tedeschi nel corso dell'operazione Bagration tra giugno e luglio del 1944, i sovietici avviarono un'offensiva nel settore meridionale del fronte orientale per portare fuori dal conflitto Romania e Bulgaria: a partire dal 20 agosto, le forze tedesche e romene subirono una pesante disfatta nel corso della cosiddetta offensiva Iași-Chișinău, e le truppe sovietiche varcarono il confine della Romania. Il 23 agosto il re Michele I di Romania guidò un colpo di stato a Bucarest che portò alla deposizione del regime di stampo fascista di Ion Antonescu: il nuovo governo dichiarò guerra alla Germania e offrì un armistizio all'Unione Sovietica, poi firmato il 12 settembre seguente. Mentre scontri tra truppe romene e tedesche prendevano vita in tutta la Romania, la Kriegsmarine dovette organizzare una evacuazione in massa dei propri mezzi da Costanza verso Varna in Bulgaria, prima che la città cadesse in mano sovietica il 30 agosto: varie unità impossibilitate a muovere furono autoaffondate, tra cui i due sommergibili U-18 e U-24.
Il crollo della Romania investì anche la vicina Bulgaria: mentre il governo bulgaro organizzava colloqui con gli Alleati per negoziare la sua uscita dal conflitto, il 9 settembre 1944 i movimenti di stampo comunista lanciarono un colpo di stato a Sofia e nei principali centri del paese con l'appoggio dell'Armata Rossa, entrata nel paese a partire dal 5 settembre precedente, assumendo il controllo delle forze armate; la Bulgaria si schierò immediatamente dalla parte dei sovietici e dichiarò guerra alla Germania. Senza più un porto dove rifugiarsi, le unità tedesche a Varna diedero vita a un autoaffondamento in massa che coinvolse circa 200 mezzi tra motosiluranti, dragamine, cacciasommergibili e mezzi da trasporto.
Gli ultimi tre sommergibili tedeschi ancora operativi continuarono a combattere finché ebbero carburante e siluri: la mattina del 1º settembre lo U-23 penetrò nel porto di Costanza e tentò di silurare l'immobilizzato cacciatorpediniere Regele Ferdinand, colpendo e affondando invece il mercantile romeno Oituz. La mattina del 2 settembre lo U-19 attaccò e affondò il dragamine sovietico BTSC-410 Vzryv mentre navigava a sud-est di Costanza insieme al posamine romeno Admiral Murgescu: i sovietici accusarono l'unità romena di aver segretamente appoggiato l'affondamento del loro dragamine, e l'incidente fu utilizzato come pretesto dal governo di Mosca per ordinare, il 5 settembre seguente, l'immediata confisca di tutte le unità superstiti della Marina romena e la loro integrazione nella Flotta del Mar Nero. Senza più una base dove tornare, i tre sommergibili si presentarono davanti al Bosforo, ma un'offerta per il loro acquisto fu rifiutata dal governo turco; il 10 settembre le unità si autoaffondarono, ponendo così fine alle operazioni belliche nel Mar Nero.